# Прапор Чернігова
Пра́пор Черні́гова — прапор міста Чернігова, затверджений 26 червня 2008 Чернігівською міською радою.

## Опис
Прапор являє собою прямокутне полотнище біле полотнище співвідношенням 2 до 3, в центрі якого розміщений чорний одноголовий коронований орел, що лівою лапою тримає золотий хрест.
Автор прапора заслужений діяч мистецтв України Борис Дєдов. За задумом художника, прапор віддзеркалює історичні віхи розвитку міста від козацьких часів і містить основний елемент герба Чернігова.
Прапор Чернігова використовується на всіх офіційних міських заходах.